# Stará Huta
Stará Huta es un municipio del distrito de Detva en la región de Banská Bystrica, Eslovaquia, con una población estimada a final del año 2024 de 302 habitantes.
Se encuentra ubicado en el centro de la región, sobre los montes Centrales Eslovacos (Cárpatos occidentales) y a poca distancia al sur del río Hron —un afluente izquierdo del Danubio—.

## Demografía
| Año        | 1994 | 2004     | 2014     | 2024    |
| ---------- | ---- | -------- | -------- | ------- |
| Población  | 422  | 377      | 335      | 302     |
| Diferencia |      | −10,66 % | −11,14 % | −9,85 % |

| Año        | 2023 | 2024    |
| ---------- | ---- | ------- |
| Población  | 309  | 302     |
| Diferencia |      | −2,26 % |